# ギャヴィン・ホワイト
ギャヴィン・ホワイト（Gavin Whyte 、1996年1月31日 - ）は、北アイルランド・ベルファスト出身の同国代表プロサッカー選手。ポーツマスFC所属。ポジションはFW。

## 経歴

### クラブ
クルセイダーズFCのアカデミーで育成され、2014年にトップチームに昇格。
2017-18シーズンは20試合で23ゴールを決め、クラブのリーグタイトル獲得に大きく貢献した。
2018年7月13日、オックスフォード・ユナイテッドFCに移籍。
2019年7月30日、カーディフ・シティFCに移籍。

### 代表
2018年9月11日、イスラエル代表とのフレンドリーマッチで北アイルランド代表デビュー＆初ゴールを決めた。

## タイトル

### クラブ
クルセイダーズ
- NIFLプレミアシップ: 2014-15, 2015-16, 2017-18

ハル・シティ
- EFLリーグ1: 2020-21